# Tachina viridulans
Tachina viridulans är en tvåvingeart som beskrevs av Walker 1853. Tachina viridulans ingår i släktet Tachina och familjen parasitflugor. Inga underarter finns listade i Catalogue of Life.